# Abbingapark
Het Abbingapark is een park in Leeuwarden, in de Nederlandse provincie Friesland. Het park is vernoemd naar de Abbinga State, dat waarschijnlijk van de 14e tot de 19e eeuw ten oosten van het huidige park stond. 

De aanleg van het park begon in 1978, waarna het in 1979 officieel werd geopend. In het noorden grenst het aan Huizum-dorp en de Huizumerbegraafplaats en de Dorpskerk, in het zuiden aan de wijk Aldlân en in het westen aan het Medisch Centrum Leeuwarden.
Abbingapark · 
Dr. Zamenhofpark · 
Julianapark · 
Kronenbergerpark · 
Noorderplantage · 
Oostervijverpark · 
Prinsentuin · 
Rengerspark · 
Westerpark

Parken in Friesland